# Swfdec
Swfdec (произносится «суиф дек») — свободный проигрыватель файлов формата Adobe Flash; распространяется под лицензией GNU LGPL.
Swfdec состоит из библиотеки для проигрывания flash-файлов и плагина для браузеров, поддерживающих интерфейс NSplugin (Mozilla Firefox, Opera, Konqueror и т. д.). Существует и отдельный проигрыватель (swfdec-player) для просмотра flash-файлов без браузера. Swfdec поддерживает flash-файлы от четвёртой до девятой версии и способен проигрывать потоковое видео (YouTube, Google Video и т. д.).
Swfdec использует cairo для отрисовки графики, GStreamer для аудио и видео кодеков, и выводит звук непосредственно через PulseAudio, Alsa или OSS.

## История проекта
До 2008 года Adobe не публиковала описание формата современных версий flash. Тем не менее, путём обратной разработки, появилась достаточно полная документация формата, что и послужило основой разработки проекта swfdec. Качество неофициальной документации было такое высокое, что ознакомление с официальной документацией (которую Adobe опубликовала 1 мая 2008) согласно разработчикам swfdec не сообщило им ничего нового..